# 3606-os mellékút (Magyarország)
A 3606-os számú mellékút egy valamivel több, mint 17,5 kilométeres hosszúságú, négy számjegyű mellékút Borsod-Abaúj-Zemplén vármegye középső részén; Felsőzsolca központjától húzódik Muhiig.

## Nyomvonala
A 3605-ös útból ágazik ki, annak a 600-as méterszelvénye közelében lévő körforgalmú csomópontból, Felsőzsolca belterületén, dél-délkeleti irányban. Szent István utca, majd Sajó utca néven húzódik a lakott terület déli széléig, amit nagyjából a 2. kilométere táján ér el. 2,7 kilométer után eléri a Budapest–Sátoraljaújhely-vasútvonal és a Felsőzsolca–Hidasnémeti-vasútvonal közös szakaszát, elhalad Felsőzsolca vasútállomás térsége mellett, majd átlép Alsózsolca határai közé; a vágányokat már ott szeli át, kevéssel a harmadik kilométere után. Itt egy kicsit déli irányban halad, de ahol kiágazik belőle az állomást kiszolgáló 36 302-es számú mellékút, ott vissza is tér a korábbi irányához. Alsózsolcán végig a Kossuth Lajos utca nevet viseli, és mintegy 6,2 kilométer teljesítése után lép ki e település belterületéről.
Sajólád a következő érintett települése, melynek első házait nagyjából 7,5 kilométer után éri el, a Dózsa György utca nevet felvéve. A központban, nagyjából a 8+500-as kilométerszelvényénél kiágazik belőle kelet felé a 3609-es út, mely Bőcsre vezet, a 3606-os pedig egy kicsit nyugatabbi irányt vesz. 9,5 kilométer után hagyja el a falu utolsó házait, majd nem sokkal arrébb áthalad a Sajó hídján, a túlparton pedig már Sajólád és Sajópetri határán folytatódik. Északnyugat felől beletorkollik a Mályitól induló 3603-as út és ott egy rövid szakaszon Sajópetri belterületének déli szélén húzódik, de röviddel ezután ismét délnek fordul és elhagyja e községet.
11,4 kilométer után Ónod határai közé lép, a település északi szélét nagyjából egy kilométerrel arrébb éri el, s ott Rákóczi utca lesz a neve. A központban két irányváltása van: az előbbinél lehet letérni északkelet felé az ónodi várhoz, az utóbbinál pedig beletorkollik délnyugati irányból a Nyékládházától idáig vezető 3602-es út. 14,7 kilométer után lép ki a lakott területről, de csak a 16. kilométere közelében szeli át annak déli határát is.
Muhi területén, méghozzá rögtön lakott területen folytatódik, és ott egyből két elágazása is van: előbb a községhatáron ágazik ki belőle kelet felé a 3601-es út, mely Körömre vezet, alig pár lépéssel arrébb pedig a 3308-as út torkollik bele nyugat felől, Hejőkeresztúr irányából. Kossuth Lajos utca néven húzódik végig a községen, s a lakott terület déli szélét elhagyva véget is ér, beletorkollva a 35-ös főútba, nem sokkal annak a 8. kilométere előtt. Szinte ugyanott ágazik ki a főútból – jóformán a 3612-es egyenes folytatásaként – dél felé a 35 126-os számú mellékút, mely Nagycserkesz több, tanyabokros jellegű településrészét is kiszolgálja.
Teljes hossza, az országos közutak térképes nyilvántartását szolgáló kira.kozut.hu adatbázisa szerint 42,324 kilométer.

## Települések az út mentén
- Felsőzsolca
- Alsózsolca
- Sajólád
- Sajópetri
- Ónod
- Muhi